# Fernandes Machado
Joaquim Fernandes Machado (Rio de Janeiro, 1875 - Rio de Janeiro, data desconhecida), mais conhecido como Fernandes Machado, foi um pintor brasileiro. Em 1901, foi agraciado com o prêmio de viagem ao estrangeiro, o que lhe permitiu estudar na Académie Julien, em Paris, França.
Estudou na Escola Nacional de Belas Artes, sob a orientação de artistas como José Maria de Medeiros, Rodolfo Amoedo e Henrique Bernardelli.
Recebeu a medalha de ouro da ENBA, em 1908. Participou da Exposição Geral de Belas Artes, nessa instituição, na maior parte de suas realizações entre 1895 e 1924.

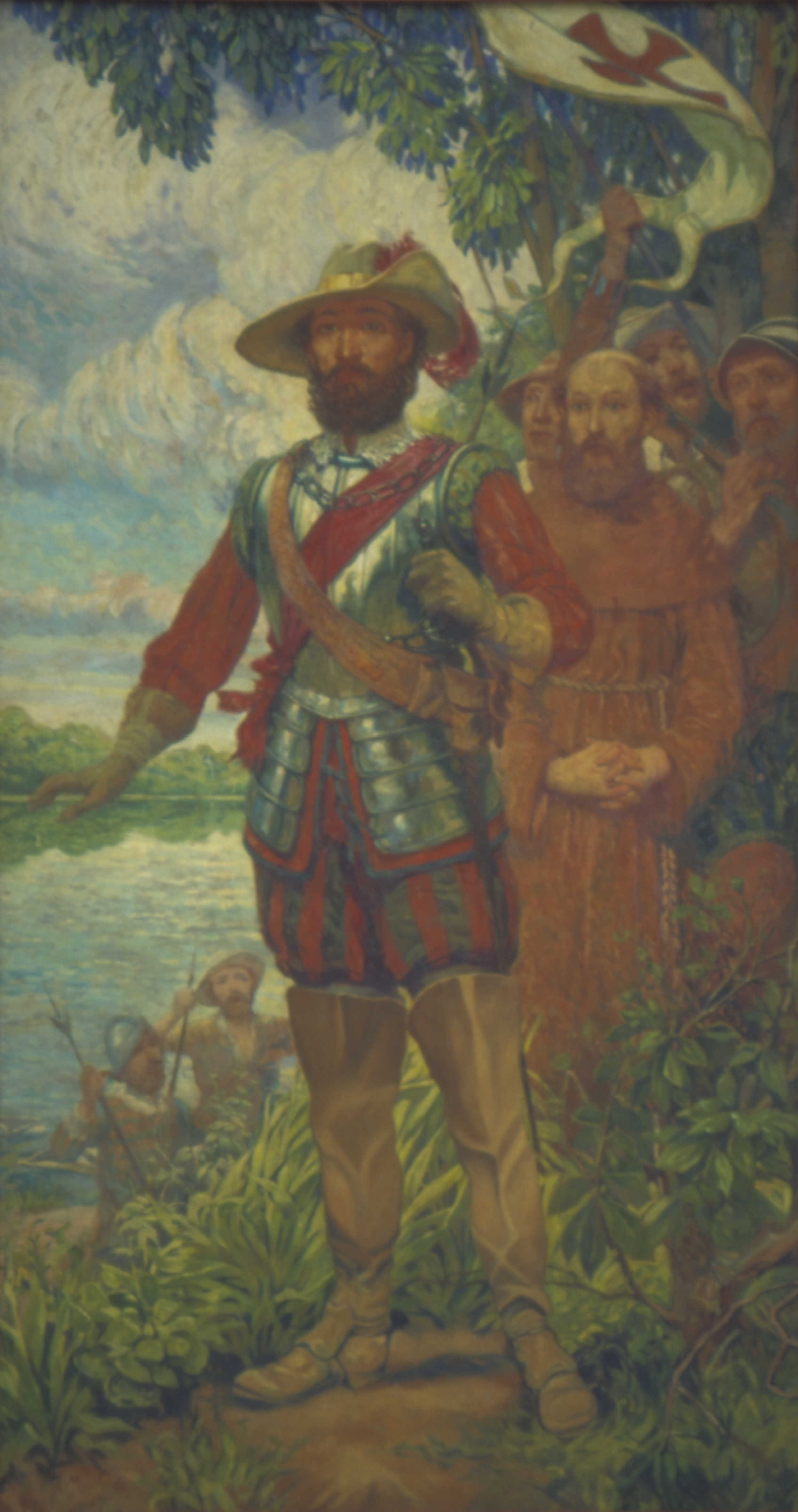
Posse da Amazônia, no Museu Paulista.

Uma das obras de Fernandes Machado, Posse da Amazônia, de 1925, foi selecionada para compor o acervo sobre os bandeirantes no Museu Paulista, com Ciclo da caça ao índio, de Henrique Bernardelli, e Ciclo do ouro, de Rodolfo Amoedo. A obra representa a tomada das florestas da Região Norte por Pedro Teixeira.